# Wilkowyja (szczyt)
Wilkowyja (niem. Wolfsberg) – szczyt w Rudawach Janowickich, o wysokości 776 m n.p.m.

## Opis
Wilkowyja znajduje się w południowo-wschodniej części Rudaw Janowickich. Wyrasta w ramieniu odchodzącym od głównego grzbietu w kierunku wschodnim. Od zachodu od góry Bobrzak oddziela ją rozległa przełęcz – Rozdroże pod Bobrzakiem, natomiast od strony wschodniej, od drugiego sąsiedniego szczytu – Bukowej, oddziela ją Przełęcz pod Wilkowyją. Ramię górskie, którego część stanowi Wilkowyja zamyka od południa dolinę Żywicy, w której znajduje się wieś Czarnów. Od strony południowo-zachodniej Wilkowyję podcina dolina Świdnika, w której znajduje się wieś Leszczyniec.

## Budowa geologiczna
Masyw Wilkowyji zbudowany jest ze staropaleozoicznych łupków aktynolitowych, łupków kwarcowo-chlorytowo-albitowych, łupków chlorytowo-węglanowych, lokalnie amfibolitów należących do wschodniej osłony granitu karkonoskiego. Jest ostatnim wzniesieniem bocznego ramienia zbudowanym ze skał metamorficznych. Dolne fragmenty wschodnich zboczy, nad Przełęczą pod Wilkowyją zbudowane są z dolnokarbońskich (dolny wizen) skał osadowych: brekcji i zlepieńców, podrzędnie piaskowców wchodzących już w skład niecki śródsudeckiej.

## Roślinność
Zbocza góry porastają lasy świerkowe z domieszką buka i brzozy.

## Ochrona przyrody
Wzniesienie położone jest na obszarze Rudawskiego Parku Krajobrazowego.

## Szlaki turystyczne
Na północnym zboczu góry, około 70 m poniżej szczytu, prowadzą dwa szlaki turystyczne:
- czerwony: Bukowiec – Rozdroże pod Bobrzakiem – Wilkowyja – Szarocin (Główny Szlak Sudecki im. dra Mieczysława Orłowicza)
- niebieski: Skalnik – Czarnów – Rozdroże pod Bobrzakiem – Wilkowyja – Pisarzowice (Europejski Szlak E3)